# 19Y busz (Debrecen)
A debreceni 19Y jelzésű autóbusz a Jégcsarnok és a Júlia-telep között közlekedett. A városi Jégcsarnokot, így Debrecen legnépesebb lakótelepét, a Tócóskertet kötötte össze a város északkeleti csücskével, a város központján áthaladva. Több mint félórás útja során a belvároson át egy délnyugat-északkelet tengely mentén átszeli az egész várost, rengeteg belterületi lakótelepet, iskolát érintett, ezen felül középületeket, a helyközi autóbusz-állomást, és a Júlia-telepet is érintette, ahol a fordulója is található volt. Az útvonala tulajdonképpen a Sámsoni út–Acsádi út kereszteződésig megegyezett a 19-esével, ott azonban a 19Y befordult a Júlia-telepre. 2011. augusztus 15-től a 19Y járatok nem közlekednek, A 19-es autóbuszok pedig a Júlia-telep érintésével közlekednek.
A viszonylaton Alfa Cívis 12 szólóbuszok közlekedett, de néha Alfa Cívis 18 csuklós buszok is indultak.